# Falsepilysta rosselli
Falsepilysta rosselli là một loài bọ cánh cứng trong họ Cerambycidae.